# Cuphodes diospyri
Cuphodes diospyri là một loài bướm đêm thuộc họ Gracillariidae. Loài này có ở Nam Phi.
Ấu trùng ăn Diospyros natalensis. Chúng ăn lá nơi chúng làm tổ. 